# Ескамп
Ескамп (нід. Escamp) — один з районів міста Гаага, Нідерланди. Збудований значною мірою після Другої світової війни на місці польдерів 15 століття. Є найбільш заселеним районом Гааги, станом на 2020 рік в ньому проживали 128 094 людей.

## Історія
Археологічні знахідки вказують на те що ця частина міста була заселена чи не найдавніше, зокрема так вважається через знайдені в одному з нейборгудів району чотири дорожні вказівники (міліарії) часів Римської Імперії. З 15 століття на місці району знаходився Ескампський польдер. Після Другої світової війни розпочалась його активна забудова і в 1986 році Гаазький муніципалітет утворив район Ескамп. Завдяки активній розбудові району, зокрема нейборгуду Ватерінгсе Фельд, в якому з 1996 по 2012 було збудовано 7 500 нових осель, цей район Гааги має найбільшу кількість населення.

## Адміністративний поділ
Район складається з нейборгудів:
- Боулуст ен Фредеруст (нід. Bouwlust en Vrederust)
- Лейенбург (нід. Leyenburg)
- Мурвайк (нід. Moerwijk)
- Зяудерпарк (нід. Zuiderpark)
- Моргенстонд (нід. Morgenstond)
- Рустенбург ен Остбрук (нід. Rustenburg en Oostbroek)
- Ватерінгсе Фельд (нід. Wateringse Veld)

## Населення
Станом на 2020 рік, в районі проживали 128 094 людей, з них 63.9 % народились не в Нідерландах. За рахунок стрімкої розбудови району та появи великої кількості недорогого житла, особливо в 90-ті роки, цей район Гааги став одним з найпривабливіших для мігрантів. Значна частина з них працює на низькооплачуваних роботах в сфері послуг, що пояснює той факт що станом на 2017 рік середній річний заробіток в Ескампі складав 33 107€, що нижче за середній заробіток в Гаазі вцілому який складав 39 700€. 

## Районний офіс

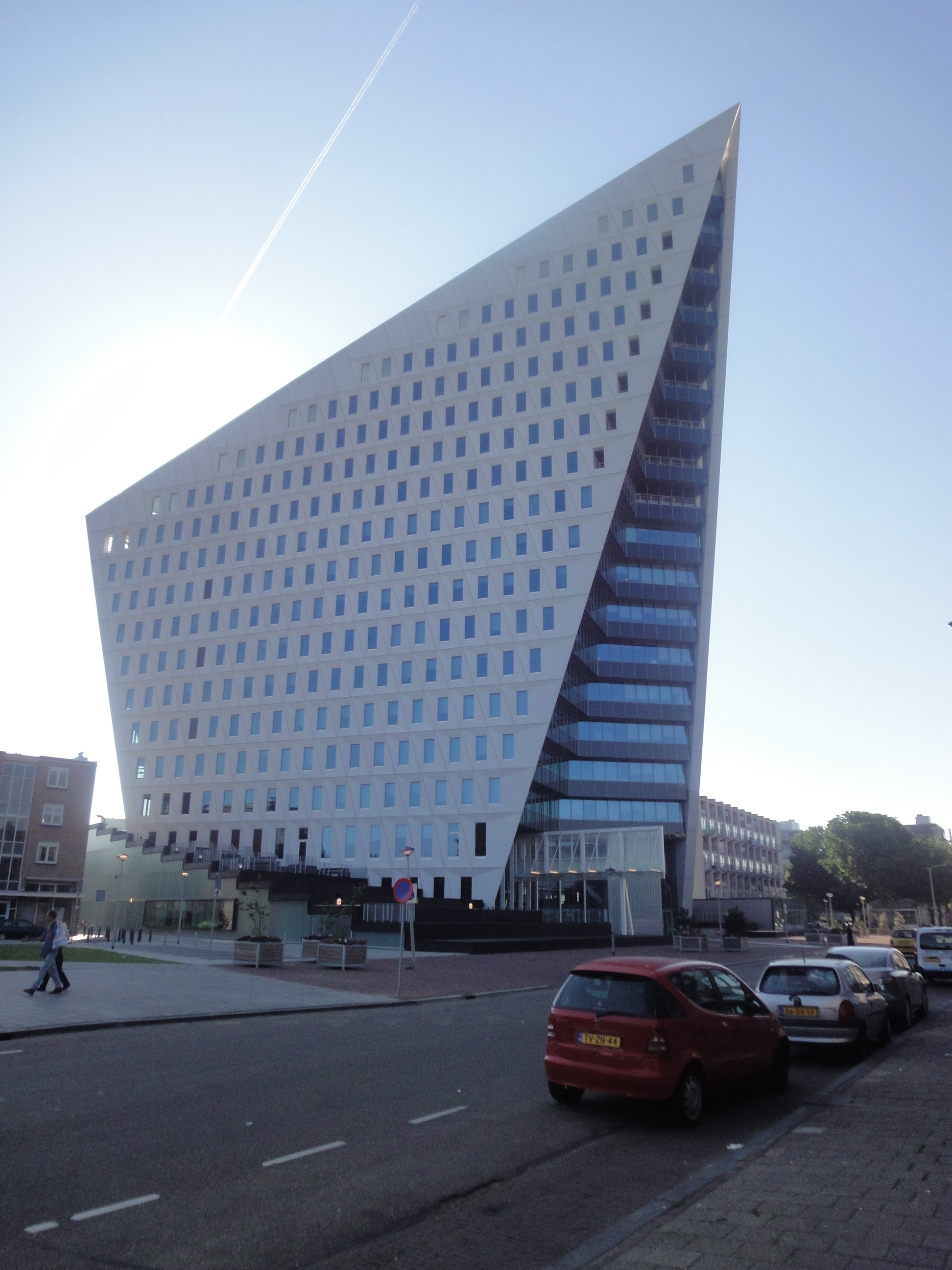
Будівля районного офісу (нід. Staadsdeelkantoor)

Однією з принад району є будівля районного офісу (нід. Staadsdeelkantoor). Відкрита в 2011 році вона уявляє собою прямокутну основу з надбудовою у формі трикутника. Висота будівлі приблизно 76 метрів. В будівлі розташовані представнтцтва різних муніципальних служб, зокрема служба зв'язків з громадськістю та податкова служба. Їх офіси розташовуються між 2-им та 9-им поверхами в той час як між 10-им та останнім 17-им поверхом знаходяться 49 квартир. На першому поверсі працює відділ міської бібліотеки.

## Інфраструктура
На території району знаходиться залізнична станція Ден Гаг Мурвайк (Den Haag Moerwijk).